# Seleção Checa de Voleibol Feminino

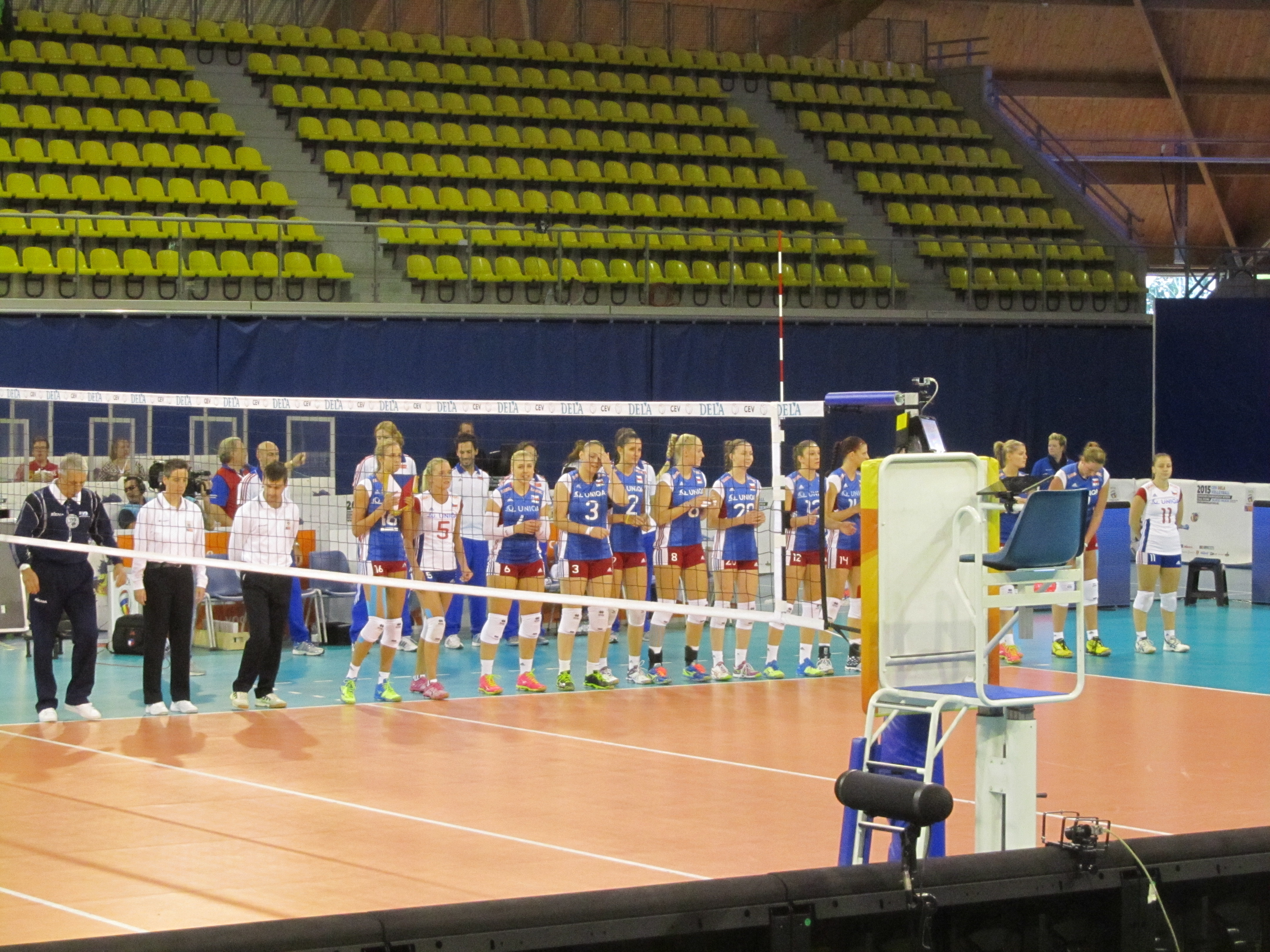
Seleção Checa de Voleibol Feminino em 2015

A seleção checa de voleibol feminino é uma equipe europeia composta pelas melhores jogadoras de voleibol da Chéquia. A equipe é mantida pela Associação Checa de Voleibol (Český volejbalový svaz) e se encontra na 23ª posição do ranking da FIVB, segundo dados de 4 de janeiro de 2012.